# Energieverwischung
Energieverwischung (engl. Energy Dispersal Scrambling) ist ein Begriff aus der Nachrichtentechnik. Dabei wird die Sendeleistung auf die zur Verfügung stehende Bandbreite der Sendefrequenz verteilt und so Empfangsstörungen benachbarter Sender verringert, insbesondere bei Telekommunikationssatelliten. Die Energieverwischung ist insbesondere erforderlich, wenn nur wenig Informationen übertragen werden.
Soll die Analog-Information schwarzes Bild oder digital alles Nullen übertragen werden, so konzentriert sich die gesamte Sendeenergie auf das Modulationssignal. Bei einem Digitalsignal kann zusätzlich die Synchronisierung verloren gehen.
Analoge Fernsehprogramme werden deshalb mit einem Dreieckssignal frequenzmoduliert. Eine Modulationsfrequenz von 25 Hz lässt das Signal innerhalb der Bandbreite um 1 MHz oszillieren. Digitalsignale werden durch einen Scrambler so kodiert, dass es einem Rauschsignal mit einer möglichst hohen Gleichverteilung der Pegelwerte ähnelt und eine hohe Entropie erhält.

## Quelle
- Alexander Braun, Markus Hofbauer: Semesterarbeit über digitales Satellitenfernsehen. Zürich 1997 (HTML – Semesterarbeit am IKT der ETH Zürich).